# PTXmas
| Críticas profissionais | Críticas profissionais |
| Avaliações da crítica  | Avaliações da crítica  |
| Fonte                  | Avaliação              |
| ---------------------- | ---------------------- |
| All Music Guide        | link                   |

PTXmas é o segundo EP do grupo estadunidense a capella Pentatonix, lançado em  Novembro de 2012, composto por músicas natalinas. Uma versão Deluxe foi lançada no final do mesmo mês com 2 faixas extras.

## Faixas
| N.º | Título                                                    | Compositor(es)                        | Duração |  |
| 1.  | "Angels We Have Heard on High"                            | James Chadwick                        | 3:41    |  |
| 2.  | "O Come, O Come Emmanuel"                                 | John Mason Neale, Henry Sloane Coffin | 3:35    |  |
| 3.  | "Carol of the Bells"                                      | Nykola Leoniovych, Peter J. Wilhousky | 3:13    |  |
| 4.  | "The Christmas Song (Chestnuts Roasting on an Open Fire)" | Mel Tormé, Robert Wells               | 3:43    |  |
| 5.  | "O Holy Night"                                            | Adolphe Adam, Placide Cappeau         | 2:25    |  |
| 6.  | "This Christmas"                                          | Nadine McKinnor, Donny Pitts          | 4:23    |  |

| Deluxe Edition |                              |                           |         |  |
| N.º            | Título                       | Compositor(es)            | Duração |  |
| 7.             | "Little Drummer Boy"         | Katherine Kennicott Davis | 4:15    |  |
| 8.             | "Go Tell It on the Mountain" | John Wesley Work, Jr.     | 3:03    |  |